# Rotumanska
Rotumanska (Fäeag Rotuma) är ett austronesiskt språk som talas på Rotuma i Fiji. Klassificeringen av språket försvåras av det stora antalet lånord från samoanskan och tonganskan.